# Online
Online er et låneord fra engelsk der betyder på linjen, og refererer til internettet. Når man er online er ens computer koblet på internettet, og man kan kommunikere med alle andre der ligeledes er online (hvis man kan finde hinanden), samt besøge alle aktive websites (hvis man kan finde dem). Hvis man afbryder eller mister forbindelsen, er man offline, som betyder væk fra linjen.
Før internettet (før 1990'erne) var men online når ens terminal (evt. en pc med terminalemulering) var forbundet til en computer. Computeren arbejdede i realtid / online når den umiddelbart regerede på data fra en terminal. Før da, opsamlede man data via terminaler eller ved indtastning til en transaktionsfil (ofte på magnetbånd), der så blev indlæst i en batchkørsel, der opdaterede registre og producerede uddata – ofte endeløse papirudskrifter (liporellolister).